# 上書
上書（じょうしょ）とは、臣下から主君・上官に対して意見を記した文書を提出すること、またその文書。上表文・言上書・表勘文・上申書・建白書などの別名を持つ。

## 概要
元来は中国において、天子に文書をたてまつることを指し、臣下が政治・社会問題を提言するための書式として用いられた。今日の公用文書においては指揮系統上直上の上司に対し意見を述べる時に用いられる（なお、指揮系統に属さない者に対しては「申請」が使用される）。
江戸時代の日本においては、主君・領主の諮問に応える形での上書が行われた（これに拠らない上書も行われたが、直訴と混同されるおそれがあった）。江戸幕府においては、1721年（享保6年）享保の改革に際して将軍徳川吉宗が目安箱を設置して意見を求めた例、1853年（嘉永6年）黒船来航に際して老中阿部正弘が諸侯から民衆にまで意見を求めた例などが知られている。
明治維新後も明治政府が改革にあたって有為な意見を内外から求める姿勢を取っていたため、各種の上書・建白書が政府宛に提出された。民撰議院設立建白書や三大事件建白など、自由民権運動と関係が深い上書の例も知られている。

## 現代の上申書
21世紀の日本においては、登記申請において証明のため添付すべき必要書類の不備（例えば添付すべき必要書類の保存期間の経過による廃棄等）の際の申請、裁判所への申し立て等の際に、上申書を沿えることがあるほか、行政機関、時には会社の上司などに申し立てや弁明を行う際に用いられる。2019年8月21日、「（速度違反自動取締装置による）スピード違反は、上申書を提出すると摘発を免れることができる」とするデマを信じ、警察からの出頭要請に上申書を提出して拒んでいた男が逮捕された。
民衆や地域の訴えを伝える手段として用いられることもある。2013年1月に翁長雄志那覇市長らが安倍晋三首相に直接手渡した、沖縄県内41市町村の代表や県議会が米軍普天間飛行場へのオスプレイ配備撤回や同飛行場の閉鎖・撤去を求めて提出した「建白書」がある。沖縄において、自民党から共産党までの超党派の基地反対の声を日本政府へ伝えた建白書は、歴史公文書として国立公文書館で永久保存することが決まった。